# Nikanor

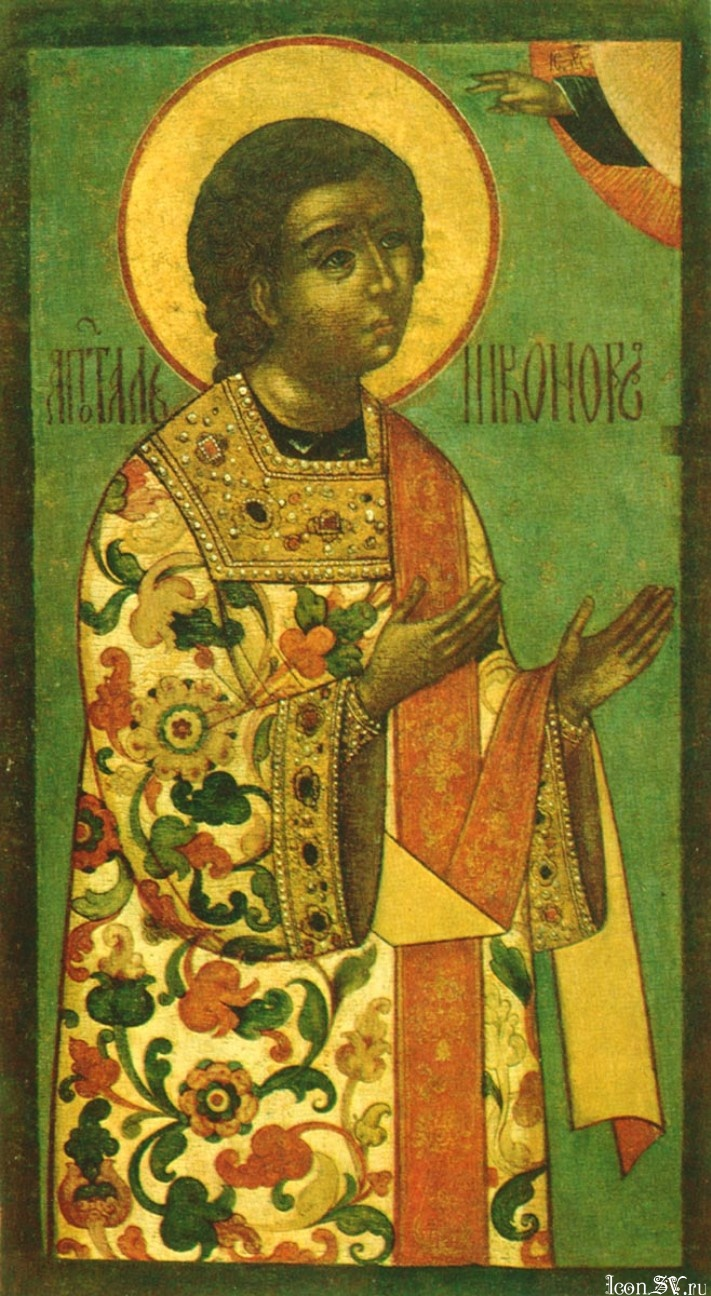
Nikanor

In Handelingen 6:5 wordt Nikanor (Grieks: Nικάνωρ, "[de] overwinnaar") gerekend tot de zeven diakens van de vroege gemeente in Jeruzalem. Hij wordt ook gerekend tot de zeventig discipelen.
Volgens de traditie stierf hij in 76 de marteldood op Cyprus, op dezelfde dag als Stefanus eerder was gestenigd (Handelingen 6:8 - 7:60). Zijn herdenkingsdag is 28 juli in de Rooms Katholieke Kerk en Oosters-orthodoxe kerken en ook op 4 januari in de orthodoxe kerk.